# Holotrichia excavaticollis
Holotrichia excavaticollis är en skalbaggsart som beskrevs av Takashi Itoh 2003. Holotrichia excavaticollis ingår i släktet Holotrichia och familjen Melolonthidae. Inga underarter finns listade i Catalogue of Life.